# Piero Ginori Conti
Piero Ginori Conti, principe di Trevignano, conte palatino, nobile romano, patrizio di Firenze e di Pisa e nobile di Livorno (Firenze, 3 giugno 1865 – Firenze, 3 dicembre 1939), è stato un nobile, imprenditore e politico italiano.
Fu il primo al mondo a sfruttare l'energia geotermica per la produzione industriale di corrente elettrica.

## Biografia
Figlio di Gino Ginori Conti e di Paolina Fabbri, di vecchia famiglia aristocratica fiorentina, Piero Ginori Conti nasce a Firenze il 3 giugno 1865; frequenta l'Istituto Cesare Alfieri, dove consegue "con pieno plauso" la Laurea in scienze sociali il 19 agosto del 1888.

### I matrimoni
Nel 1894 sposa Adriana de Larderel (1872-1925) - figlia del conte Florestano, nipote di François, e della cugina Marcella de Larderel - erede di uno tra i più cospicui patrimoni toscani. Ciò che spinge Florestano de Larderel ad accettare Ginori Conti come genero è la necessità di assicurare la continuità nella gestione dell'impresa familiare in assenza di eredi maschi e il desiderio di continuare il percorso di nobilitazione familiare che aveva spinto, in precedenza, i de Larderel a legarsi con importanti casate sia francesi, come i Dufour, che italiane come i Salviati. Rimasto vedovo nel 1925, si risposa con Odette Guillemard. Dal primo matrimonio ha sei figli, quattro maschi e due femmine, dal secondo nasce un'unica figlia femmina.

## L'energia geotermica
Il suo arrivo alla guida della ditta di estrazione dell'acido borico imprime una svolta all'attività degli stabilimenti che utilizzano vapore naturale per produrre energia elettrica. La sua azione si articola su due piani: il miglioramento della qualità dei prodotti, con accrescimento della produzione e diminuzione dei prezzi, e lo sfruttamento del calore prodotto dal vapore endogeno dei soffioni per la produzione di energia elettrica. Il 4 luglio 1904, a Larderello, accende cinque lampadine grazie ad una dinamo azionata da un motore alternato che usa il vapore emesso dal sottosuolo. Questo sistema migliora fino ad arrivare nel 1916 alla distribuzione di elettricità a 2750 kW in tutta la zona circostante.
Raggiunta la notorietà internazionale, Larderello riceve la visita della celebre scienziata Marie Curie durante la Prima Guerra mondiale.
Il 15 gennaio 1912,  la società che gestisce la prima centrale elettrica geotermica di Larderello si fonde con le due società concorrenti nella produzione di acido borico (la Eredi Durval di Monterotondo Marittimo e la A. e G. Fossi di Firenze) in una nuova ditta, la Società Boracifera di Larderello. Questa ristrutturazione permette non solo di rafforzare il controllo familiare sul capitale azionario della società, ma anche di far fronte alla diminuzione dell'acido borico e alla concorrenza sempre più forte degli USA. Lo sviluppo tecnologico consente di suddividere la vicenda storica della Società Boracifera in due ben distinti periodi: 
- il periodo che va dalla fondazione alla metà degli anni Venti, caratterizzato dalla prevalenza delle tradizionali produzioni chimiche;
- il periodo dei successivi 27 anni di storia dell'impresa, che vede sempre più rilevante il ruolo della geotermia. Alla fine degli anni Venti l'azienda dispone di quattro centrali elettriche: Larderello, Castelnuovo Val di Cecina, Serrazzano, Lago Boracifero.[8]

## Gli anni del fascismo
Alla fine della prima guerra mondiale, a cui hanno partecipato anche i figli e, come infermiera, anche la moglie di Ginori Conti, viene organizzato uno sciopero negli stabilimenti della Larderello SPA, eccetto quello di Larderello stesso: la resistenza della lega degli operai dura dal 9 maggio al 9 giugno e continua sporadicamente fino all'ottobre del 1920. Il lavoro riprende con perdite enormi per gli operai: quattrocento impiegati vengono licenziati, le cure mediche non sono più gratuite e lo stipendio non è garantito in caso di malattia. Inoltre gli operai dovranno d'ora in poi pagare l'affitto per le loro case, iscriversi al Partito Nazionale Fascista e verranno inquadrati e sorvegliati. La famiglia Ginori Conti/Larderel è grande sostenitrice di Benito Mussolini e favorisce la fascistizzazione di Larderello. Il 16 ottobre 1920 viene creato il decimo Fascio di combattimento, primo ed unico in tutta la zona fino al 1922. Nell'ottobre dello stesso anno, molti dei dipendenti della Società boracifera di Larderello saranno presenti alla Marcia su Roma. Sotto l'impulso filantropico dei Larderel e del Ginori Conti i circoli sportivi o altri diventeranno ben presto circoli dei Balilla", "squadre d'azione", "squadre sportive delegate alle gare organizzate dalle autorità".
Piero Ginori Conti, tenuto in grande stima dal Duce, riceve la gran croce e il gran cordone dell'Ordine dei Santi Maurizio e Lazzaro e, nel 1939, ministro di Stato. Quest'ultima distinzione gli valse funerali di Stato celebrati nella cattedrale di Santa Maria del Fiore a Firenze, il 5 dicembre 1939. Lascerà ai figli un'eredità di 15 milioni di lire di allora, in immobili e titoli mobiliari.
Quando le Ferrovie dello Stato espropriano Piero Ginori Conti della sua stessa azienda, questi si sente in dovere di accettare la situazione e invia al Duce un telegramma:
| «Vostro nobile telegramma mi ha scosso. Il vostro elogio non poteva fare diversamente e ve ne ringrazio. La mia fede fascista et mussoliniana che mai vacilla dal 1919 non poteva che assecondare i supremi interessi dello fascista [..] eseguendo senza discussione vostre direttive appena conosciute. Confido che mia originale invenzione da me realizzata nell'attuale notevole efficienza mediante 40 anni di duro lavoro porterà sotto la illuminata guida vostra con la saggia direzione del Ministero delle comunicazioni et con il sempre maggior potenziamento che sarà per darle lo stato fascista valido contributo nella battaglia delle autarchia da voi voluta et diretta con sicura preveggenza. Potete contare su piena dedizione dei miei figli et genero testimoni delle mie fatiche et capaci di continuare mia opera con assoluta volontà e collaborazione. Raccomandandovi tutti i miei fedeli collaboratori et dipendenti che sempre considerai alla pari dei miei figli et viva il duce» |
| (da ACS, Segreteria particolare di S.E il Capo del Governo. Carteggio ordinario, fasc.Ginori Conti principe Piero Senatore del Regno e Larderello) |

## L'evoluzione aziendale
Il 27 marzo 1931 esplode il primo soffione dotato di una forza tale che il rumore è udito fino a Volterra e Massa Marittima, distanti 25 chilometri. La sua portata è tale da superare i 205 °C di temperatura. Nel 1936, una nuova super centrale di 60 MW ad uso delle Ferrovie dello Stato entra in attività. Essa sfrutta due milioni di chili di vapore d'acqua, oltre al gas naturale (93% di anidride carbonica, 2,5% d'idrogeno solforato, 4,5% di residuo combustibile).
A partire da metà degli anni Venti, Piero Ginori Conti è assistito dal primogenito Giovanni (1899-1972) - dottore in chimica, direttore generale degli stabilimenti, affida un ruolo rilevante nel settore delle perforazione - e dall'ultimogenito Federigo (1909-1975), vicedirettore generale e direttore del laboratorio di ricerca, istituito nel 1938.
La Società boracifera Larderello si emancipa dai due gruppi finora egemoni del sistema elettrico toscano, la Società Ligure Toscana di Elettricità e la Società Elettrica Valdarno, poi fuse nella Selt-Valdarno, divenendo un'eccellenza nello studio e nello sfruttamento dell'energia geotermica. Si spiega così l'interesse delle Ferrovie dello Stato per gli stabilimenti boraciferi.  Queste, all'inizio degli anni Trenta, sono impegnate in programmi di elettrificazione della rete di trasporto. Nel 1932 vengono sottoscritti accordi per soddisfare il fabbisogno elettrico dell'ente ferroviario. Per Ginori Conti si tratta di salvare dal fallimento la Boracifera di Larderello,  visti i cali dei consumi privati conseguenti alla crisi economica. È anche per questo motivo che, nel 1939 Ginori Conti accetta che la Società Boracifera passi definitivamente nelle mani di Ferrovie dello Stato. Nonostante la guerra, le ferrovie continuano ad incrementare la ricerca del vapore e della produzione d'energia elettrica, che giungerà nel 1943 ad un picco di 900 GW.

## Sostegno ad attività culturali
Nell'ultimo periodo della sua vita Piero Ginori Conti si impegna a sostegno di iniziative culturali. Nel 1932 diventa socio dell'Unione intellettuale italiana e, nel corso di tutti gli anni Trenta, è presidente dell'Accademia Colombaria. Il desiderio di contribuire personalmente allo studio della civiltà fiorentina del Rinascimento, si traduce in azioni di mecenatismo e nella raccolta di un'imponente collezione di libri e documenti antichi e, successivamente, nella creazione di una fondazione nata a questo scopo. L'ente non sopravvive alla seconda guerra mondiale. La collezione viene donata alla Biblioteca Nazionale Centrale di Firenze, al Museo nazionale del Bargello e alcuni fondi minori nati al Gabinetto Vieusseux.. Il principe è anche rotariano nei primi anni del Rotary International in Italia. Diviene governatore dell'allora Distretto 46, nell'anno 1928-1929 oltre che presidente del RC di Firenze.

## I funerali di Stato
La grande considerazione di Mussolini gli vale la gran croce e il gran cordone dell'Ordine dei Santi Maurizio e Lazzaro, oltre ai funerali di Stato celebrati nella cattedrale di Santa Maria del Fiore a Firenze, il 5 dicembre 1939. Lascerà ai figli un'eredità di 15 milioni di lire di allora, in immobili e titoli mobiliari.